# Зверев, Анвар Хусаинович
Анвар Хусаинович (Анатолий Андреевич) Зверев (19 октября 1920, Петроград — 19 сентября 1973, Ленинград) — советский футболист и судья.

## Биография
Начал играть в 1934 году в юношеской команде «Спартак» (Ленинград). Участник Великой Отечественной войны. В 1945–1946 годах выступал за команду Группы советских войск в Германии, 1947–1950 – «Спартак» (Ленинград), 1951–1953 – «Красная звезда» (Петрозаводск), 1954–1955 – «Пищевик».
Работал футбольным тренером.
В судействе с 1949 года. В течение 1964—1968 годов провел 69 матчей в высшей лиге СССР.

## Достижения
- арбитр международной категории ФИФА по футболу (1952)
- судья всесоюзной категории по футболу (26.02.1965)
- четыре раза (1964, 1965, 1966, 1967) входил в десятку лучших судей СССР

## Судейская статистика
| Турнир                   | Год       | Итого | Итого   | Итого    |
| Турнир                   | Год       | Всего | Главный | Лайнсмен |
| ------------------------ | --------- | ----- | ------- | -------- |
| Чемпионат СССР (Д1)      | 1964—1968 | 91    | 69      | 22       |
| Чемпионат СССР (Д2/Д4)   | 1963—1971 | 12    | 10      | 2        |
| Кубок СССР               | 1964—1970 | 9     | 8       | 1        |
| Кубок обладателей кубков | 1967/1968 | 2     | 2       | –        |
| Сборные команды (А)      | 1965—1968 | 4     | 3       | 1        |
| Прочие матчи             | 1961—1964 | 6     | 3       | 3        |
| Всего матчей             | 1961—1971 | 124   | 95      | 29       |